# デッドアカウント
『デッドアカウント』は、渡辺静による日本の漫画作品。『週刊少年マガジン』（講談社）にて2023年18号（1月18日発売）より連載を開始、同年40号（9月6日発売）まで連載されたのち、『マガジンポケット』（同）に移籍し同年10月7日より連載中。
メディアミックスとして、2026年1月よりテレビアニメが放送予定。

## 登場人物
縁城 蒼吏（えにしろ そうじ）
声 - 岡本信彦
霞流 括（かすばたくくる）
声 - 内山昂輝
漆栖川 希詠（うるすがわ きよみ）
声 - ファイルーズあい
羽住 蓮理
声 - 花江夏樹
灰島 ひより
声 - Machico
柄本 成彦
声 - 鈴木崚汰
痣木 宵丸
声 - 佐藤拓也

## 書誌情報
- 渡辺静 『デッドアカウント』 講談社〈講談社コミックス〉、既刊11巻（2025年6月17日現在）
  1. 2023年4月17日発売[4]、ISBN 978-4-06-531266-7
  2. 2023年6月15日発売[5]、ISBN 978-4-06-531886-7
  3. 2023年8月17日発売[6]、ISBN 978-4-06-532617-6
  4. 2023年10月17日発売[7]、ISBN 978-4-06-533159-0
  5. 2024年1月17日発売[8]、ISBN 978-4-06-534181-0
  6. 2024年4月17日発売[9]、ISBN 978-4-06-535190-1
  7. 2024年7月17日発売[10]、ISBN 978-4-06-536122-1
  8. 2024年10月17日発売[11]、ISBN 978-4-06-537131-2
  9. 2025年1月17日発売[12]、ISBN 978-4-06-537772-7
  10. 2025年3月17日発売[13]、ISBN 978-4-06-538716-0
  11. 2025年6月17日発売[14]、ISBN 978-4-06-539767-1

## テレビアニメ
2026年1月からテレビ朝日系列『IMAnimation』枠にて放送予定。

### スタッフ
- 原作 - 渡辺静[3]
- 監督 - 齊藤啓也[3]
- シリーズ構成 - 広田光毅[3]
- 美術監督 - 藤井星夏・山根左帆[3]
- 撮影監督 - 芹澤陽香[3]
- 色彩設計 - 阿野栄太郎[3]
- 編集 - 上野勇輔[3]
- 音響監督 - 納谷僚介[3]
- 音楽 - 井内啓二[3]
- 音楽制作 - 日本コロムビア[3]
- アニメーション制作 - SynergySP[3]

### 放送局
| 放送期間    | 放送時間               | 放送局                         | 対象地域 | 備考              |
| ----------- | ---------------------- | ------------------------------ | -------- | ----------------- |
| 2026年1月 - | 土曜 23:30 - 日曜 0:00 | テレビ朝日系列フルネット全24局 | 日本国内 | 『IMAnimation』枠 |

| テレビ朝日系列 IMAnimation                                            | テレビ朝日系列 IMAnimation | テレビ朝日系列 IMAnimation |
| 前番組                                                                | 番組名                     | 次番組                     |
| --------------------------------------------------------------------- | -------------------------- | -------------------------- |
| 味方が弱すぎて補助魔法に徹していた宮廷魔法師、 追放されて最強を目指す | デッドアカウント           | -                          |